# Magdelaine de La Grange
Magdelaine de La Grange, född 1641, död 8 februari 1679, var en professionell fransk spåkvinna. Hon stod åtalad i den berömda Giftmordsaffären.

## Biografi
Magdelaine de La Grange var änka efter en skattmas som hade avrättats för att ha tagit emot stöldgods. Efter makens död arbetade hon som spåkvinna, och brukade bland annat intala kunder med dålig hälsa att de hade blivit förgiftade och erbjuda dem motgift. Hon levde sedan 1669 ett lyxliv hos den förmögne gamle advokaten Jean Faurye. 
17 augusti 1676 infann hon sig med en man, som presenterade sig som Faurye, hos en notarie. Paret sade sig vara gifta, och mannen lät sedan upprätta ett testamente där han lämnade allt till sin hustru efter sin död. Kort efter detta avled Jean Faurye. 
Fauryes släktingar anmälde saken. Man kunde då konstatera att vigselbeviset var en förfalskning, att den man som hade poserat som Faurye och den präst som hade utfört vigseln och undertecknat beviset var samma person, Abbé Nail, och att Faurye hade blivit förgiftad. Både La Grange och Nail blev därför arresterade för mord och förfalskning.  

### Giftmordsaffären
Arresteringen av La Grange i februari 1677 markerade inledningen på Giftmordsaffären. Efter sin arrestering vädjade La Grange till krigsministern François-Michel le Tellier, markis de Louvois, med påståendet att hon hade information om brott av hög betydelse. Louvois rapporterade saken till Ludvig XIV, och det var dessa uppgifter som fick monarken att ge polismästare Gabriel Nicolas de la Reynie i uppdrag att utreda affären. 
Reynie övertygades i sin tur om att detta fall dolde förekomsten av ett nätverk av giftblandare i Paris. Grange uppgav att hon hade uppgifter om en mordkomplott mot monarken och tronföljaren och utländsk spioneri, och hävdade att hon skulle kunna bidra till utredningen bättre i frihet, eftersom hennes synska gåvor fungerade bättre då. 
Reynie bedömde hennes uppgifter som alltför motsägelsefulla och osammanhängande för att vara trovärdiga, men efter att han kunnat konstatera att det fanns en länk mellan Grange och Nail och giftblandaren Louis de Vanens blev han övertygad om att han genom Grange kunde komma den illegala giftförsäljningen på spåren.  

### Efterspel
Grange och Nail dömdes till döden för mord och förfalskning, men överklagade inför en högre domstol. Reynie uppsköt överklagandet i många månader för att kunna förhöra Grange om det eventuella nätverket av giftblandare han hade blivit övertygad om att hon var inblandad i, men hon uppgav inte ens under tortyr något som var till någon nytta, och efter arresteringen av Marie Bosse förlorade Reynie intresset för Grange och lät rättsprocessen mot henne fullföljas. 
Magdelaine de La Granges och Nails dödsdomar bekräftades av högsta domstolen 4 februari 1679 och de avrättades genom hängning fyra dagar senare. 